# فهرست قمرها
| فهرست‌های ستاره‌شناسی |
| --- |
| - فهرست صورت‌های فلکی - فهرست صورت‌های فلکی بر پایه وسعت - فهرست نام‌های سنتی ستارگان - فهرست روشن‌ترین ستارگان - فهرست درخشان‌ترین ستارگان - فهرست ستارگان نزدیک - فهرست نامگان سیارات - فهرست قمرها - فهرست معروف‌ترین ستاره‌های متغیر - فهرست سیارات فراخورشیدی رکورددار - فهرست اجرام مسیه - فهرست ستارگان بر پایه صورت فلکی - فهرست سحابی‌ها |

قمرها (اقمار، ماه‌ها یا قمرهای طبیعی) اجسام آسمانی هستند (مانند ماه به گرد سیاره زمین) که به طور طبیعی در محور جاذبه یک سیاره قرار گرفته‌اند. ماهواره‌ها و ایستگاه‌های فضایی جزء قمرهای مصنوعی به شمار می‌آیند.
قمر به طور کلی شیئ است که به دور مدار یک سیاره در گردش است. 
تفاوت گردش قمر به دور سیاره با گردش سیاره به دور خورشید این است که شیئ آسمانی پس از اسارت در میدان گرانش سیاره حرکت کرده و در آخر به مکانی می‌رسد که جاذبه سیاره و ستاره، هیچکدام بر آن تأثیری ندارد. سپس در خطی که جاذبه صفر وجود دارد شروع به حرکت کرده و مداری مجازی را تشکیل می‌دهد.

## فهرست قمرهای منظومه شمسی
در منظومه شمسی هشت سیاره و سه سیاره کوتوله قرار دارد که قمرهای آن‌ها به شرح زیر است:
| قطر متوسط (کیلومتر) | عطارد و زهره | زمین | مریخ        | مشتری                                       | زحل                                                                                   | اورانوس                                                                                  | نپتون                                | پلوتون     | ۳۱۳\|۲۰۰۳\|یوبی\|۳۱۳ |
| ------------------- | ------------ | ---- | ----------- | ------------------------------------------- | ------------------------------------------------------------------------------------- | ---------------------------------------------------------------------------------------- | ------------------------------------ | ---------- | -------------------- |
| زیر ۱۰              | -            | -    | -           | دست کم ۴۷ عدد                               | دست کم ۲۱ عدد                                                                         | -                                                                                        | -                                    | -          | -                    |
| ۱۰-۵۰               | -            | -    | فوبوس-دیموس | کارمی-متیس-سینوپه-لیسیتیا-اننکه-لدا-آدرستیا | سیارنک-هلنه-آلبیوریکس-اطلس-پان-تلستو-پالیاک-کالیپسو-یمیر-کیویاک-تارووس-ایجیراک-اریاپو | اوفلیا-کردیلیا-ستبوس-پرسپرو-پردیتا-ماب-استفانو-کاپید-فرانسیسکو-فردیناند-مارگریت-ترینکولو | صامثا-S/۲۰۰۲ N۲-S/۲۰۰۲ N۳            | -          | -                    |
| ۵۰-۱۰۰              | -            | -    | -           | الارا-پاسیفائه                              | پرومتئوس-پاندورا                                                                      | کالیبان-ژولیت-بلیندا-کریسدا-روزالیند-دسدیمونا-بیانکا                                     | تالسا-S/۲۰۰۲ N۱-S/۲۰۰۲ N۴-نیاد       | نیکس-هیدرا | -                    |
| ۱۰۰-۵۰۰             | -            | -    | -           | آملثیا-هیمالیا-تبه                          | فوبه-جانوس-اپیمتئوس-میماس-هایپریون                                                    | سیکوراکس-پاک-پورتیا-میراندا                                                              | لاریسا-گالاتیا-دیسپینا-پورتئوس-نریید | -          | S/۲۰۰۵-۱             |
| ۵۰۰-۱۰۰۰            | -            | -    | -           | -                                           | انسلادوس                                                                              | -                                                                                        | -                                    | -          | -                    |
| ۱۰۰۰-۲۰۰۰           | -            | -    | -           | -                                           | رئا-یاپتوس-دیونه-تتیس                                                                 | تیتانیا-اوبرون-اومبریل-آریل                                                              | -                                    | کارون      | -                    |
| ۲۰۰۰-۳۰۰۰           | -            | -    | -           | -                                           | -                                                                                     | -                                                                                        | تریتون                               | -          | -                    |
| ۳۰۰۰-۴۰۰۰           | -            | ماه  | -           | آیو - اروپا                                 | -                                                                                     | -                                                                                        | -                                    | -          | -                    |
| ۴۰۰۰-۵۰۰۰           | -            | -    | -           | کالیستو                                     | -                                                                                     | -                                                                                        | -                                    | -          | -                    |
| ۵۰۰۰-۶۰۰۰           | -            | -    | -           | گانیمد                                      | تیتان                                                                                 | -                                                                                        | -                                    | -          | -                    |